# 신길온천
신길온천(新吉溫泉)은 2005년 12월 사망한 정장출 박사가 탐사해 발견한 대한민국 경기도 안산시 단원구 신길동의 온천이다. 여러 이유에서 실제 개발이 이뤄지지 않았으나, 온천발견자 지위는 상속 대상이 아니라는 2019년 9월 8일 행정안전부의 유권해석에 따라 안산시가 발견신고를 취소했다. 이후 안산시가 개발하는 방안과 개발하지 않는 방안이 논의되다가, 경기도 행정심판위가 상속대상이라는 결정을 내려 유족과 온천개발을 지지하는 주민들은 온천 개발을 추진하고 있다.

## 같이 보기
- 신길온천역